# Millicent Goldschmidt
 Millicent Edna Goldschmidt (* 1. Juni 1926 in Erie, Pennsylvania, Vereinigte Staaten) ist eine US-amerikanische Mikrobiologin und Hochschullehrerin. Sie ist emeritierte Professorin für Mikrobiologie und Molekulargenetik an der University of Texas. Sie ist neben ihrer medizinischen Forschung und ihren Beiträgen zu Schnelltestmethoden zum Nachweis mikrobieller Kontaminanten für ihre Pionierarbeit auf dem Gebiet der Astrobiologie bekannt.

## Leben und Werk
Goldschmidt studierte von 1943 bis 1947 am Flora Stone Mather College der Case-Western Reserve University in Cleveland in Ohio, wo sie einen Bachelor-Abschluss erhielt. An der Purdue University in Indiana erlangte sie 1950 ihren Master-Abschluss in Biowissenschaften. In ihrer Masterarbeit über die Herstellung von Penicillin führte sie den Zusatz ungesättigter Fettsäuren zum Wachstumsmedium ein. Dies steigerte die Produktion des Antibiotikums erheblich und veränderte damit die Art und Weise, wie es kommerziell hergestellt wurde.
Während ihrer Abschlussarbeit lernte sie Eugene Goldschmidt kennen, heiratete ihn und bekam 1953 ihr erstes Kind. Sie promovierte 1953 an der Purdue University bei Dorothy M. Powelson mit der Dissertation Factors Affecting the Oxidation of Acetate by Micrococcus pyogenes var. Aureus.
Nach ihrer Promotion folgte sie ihrem Ehemann nach Fort Detrick und forschte von 1956 bis 1959 als Senior Research Associate am George Washington University Research Laboratory in Fort Detrick. Während ihrer zweiten Schwangerschaft durfte sie nicht mit Krankheitserregern arbeiten und untersuchte daher die Auswirkungen chemischer Explosionen auf Mikroorganismen. Nach einer Tätigkeit als Instructor in Chemistry am Department of Physical Sciences am Hood College in Frederick in Maryland wurde sie 1960 Assistant Professor of Medicine in Bacteriology an der School of Medicine der University of Maryland. Sie zog dann mit ihrem Ehemann nach Texas. Von 1961 bis 1963 forschte sie mit einem Postdoctoral Fellowship (National Institutes of Health Training Grant) am Department of Microbiology der University of Texas in Austin. Anschließend forschte sie bis 1966 bei dem Interimsvorsitzenden der Abteilung für Mikrobiologie Robert „Bob“ Williams am Baylor College of Medicine.

## Lunar Receiving Laboratory

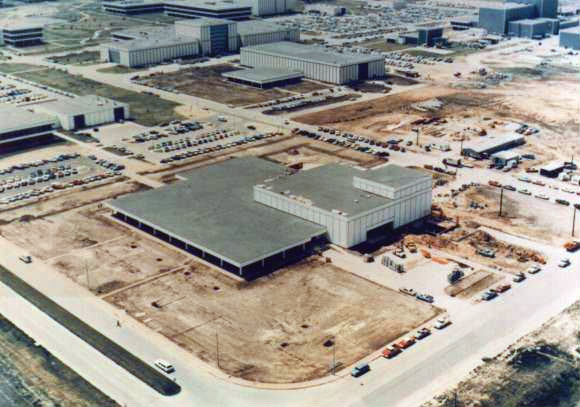
Das Lunar Receiving Lab kurz nach seiner Erbauung, 1967

Die Baylor University Medical School bat sie, bei der NASA für das Apollo-Programm zu arbeiten. Sie wurde Leiterin des Protokolls zur Planung des Lunear Receiving Laboratory (LRL) und zur Planung der biologischen Aufgaben unter Verwendung der ersten Mondgesteine, um etwaige Pathologien bei Lebensformen zu erkennen. Ihr Team plante auch die Tests bei den zurückgekehrten und unter Quarantäne gestellten Astronauten. Das Projekt wurde am Johnson Space Center in Texas durchgeführt.
Um eine terrestrische Kontamination von Mondproben zu verhindern, entstand das Konzept des LRL, einer speziell konzipierten Einrichtung für die Eindämmung, Erstuntersuchung und eventuelle Verteilung von Mondmaterialien. Der Bau dieser Einrichtung begann 1966. Zu diesem Zeitpunkt gab es keine Protokolle für den Umgang mit solchem Material, was die Neuentwicklung aller Protokolle und Handhabungsmethoden erforderte. Anfang 1965 erschien ein Bericht des Space Science Board, der von anderen Bundesbehörden, einschließlich des öffentlichen Gesundheitsdienstes, des Ministeriums für Landwirtschaft und des US-Innenministeriums unterstützt wurde, der die Entwicklung von Verfahren zur Eindämmung potenziell infektiösem Material und Analyse von Mondproben forderte. Um zusätzliche Vorsichtsmaßnahmen gegen biologische Gefahren zu berücksichtigen, musste das LRL um die Quarantäne erweitert werden. Goldschmidts Hauptaufgabe war die Gestaltung des LRL, um die Untersuchung von Mondproben auf das Vorhandensein von Viren, Bakterien und Pilzen zu ermöglichen. Sie perfektionierte Methoden zur schnellen Identifizierung von Bakterien, da es für Mikroorganismen keine Schnellanalysen gab. Stattdessen wurden zeitaufwändige In-vitro-Kultivierungstechniken und In-vivo-Tierexperimente benutzt.
Es musste auch verhindert werden, dass die Astronauten die Mondproben kontaminieren. Die Raumanzüge A7L waren sperrig und wogen fast 35 kg, was selbst die einfachsten Aufgaben schwierig machte. Für die Probenentnahmen auf dem Mond gab Goldschmidt Neil Armstrong und Buzz Aldrin einen Schnellkurs in Mikrobiologie und Aseptik, Techniken, die sie auf dem Mond anwenden würden.
Bei der Mission Apollo 14 war klar, dass die Mondoberfläche unwirtlich war und dass Mondproben steril waren. Die LRL-Anlage diente nicht mehr als Standort für biologische Quarantäne, funktionierte aber weiterhin bei der Verhinderung einer terrestrischen Kontamination.
Als das Baylor-Programm geschlossen wurde, bot man Goldschmidt eine Festanstellung bei der NASA an. Da es dort keine Forschungsmöglichkeiten gab, wollte sie eine Position, die auch die Lehre beinhaltete und es ihr erlaubte, näher bei ihrer Familie zu sein, also kehrte sie an das Baylor College of Medicine zurück.

## Lehrtätigkeit und Forschung an der University of Texas
Nach ihrer Rückkehr wurde ihr von dem Leiter der Abteilung für Mikrobiologie mitgeteilt, dass sie ihr eigenes Gehalt aus Fördermitteln bezahlen müsse. Sie sei zwar eine ausgezeichnete Wissenschaftlerin, aber als verheiratete Frau müsse sie keine Familie ernähren. Sie erkannte, dass sie in diesem Umfeld keine wissenschaftliche Zukunft hatte und nahm eine Stelle am University of Texas MD Anderson Cancer Center (TMC) Campus an. Hier konzentrierte sie sich auf schnelle Methoden zur Instrumentierung und zum Nachweis von Mikroorganismen und hat auf diesem Gebiet zahlreiche Arbeiten veröffentlicht.
Seit 1967 arbeitete sie als Professorin für Mikrobiologie an der University of Texas in Houston. Ihre medizinische Forschung befasste sich mit den mikrobiologischen Aspekten der Mundhygiene und Gesichtsbehandlungen. Ihre Arbeit umfasste neben anderen Studien Überlegungen zu antimykotischen Wirkstoffen in Silikon für Gesichtsprothesen und Untersuchungen zur mikrobiellen Kontamination in Prothesenhaftmitteln. Sie entdeckte unter anderem, dass Chlorophylle plus Licht die Bakterien abtöten, die Zahnkaries verursachten.
Sie arbeitete bis zu ihrem 85. Lebensjahr weiterhin als aktives Fakultätsmitglied und Forschungswissenschaftlerin.

## Auszeichnungen und Ehrungen (Auswahl)
- 2004: Certificate of Lifetime Achievement, American Society for Microbiology
- 2005: Exceptional Achievement Award, Center for Food and Safety and Applied Nutrition der Food and Drug Administration
- 2007: erste Alumni der Purdue University
- 2009: Roche Diagnostics Alice C. Evans Award, American Society for Microbiology (ASM)[3]
- Fellow der American Academy of Microbiology
- 2011: ASM Founders Distinguished Service Award
- 2020: Fellow Sigma Xi[4]
- die ACM vergibt die Eugene und Millicent Goldschmidt Faculty Education and Mentoring Awards[5]